# バラス・スキナー
バラス・フレデリック・スキナー（Burrhus Frederic Skinner, 1904年3月20日 - 1990年8月18日）は、アメリカ合衆国の心理学者で行動分析学の創始者。B.F. SkinnerまたはBF Skinnerと表記されることが多い。
20世紀において非常に影響力の大きかった心理学者の一人で、自らの立場を徹底的行動主義（radical behaviorism）と称した 。スキナーは系統的に行動主義心理学の一員で、他にトールマン、ハル、ガスリーなどがいる。

## 人物
スキナーは自由意志とは幻想であり、ヒトの行動は過去の行動結果に依存すると考えていた。もし過去の行動結果が悪いものであったなら、その行動は繰り返されない確率が高く、良い結果であれば、何度も繰り返し行いえるとの立場に立っていた。これをスキナーは「強化理論（Principles of Reinforcement）」と呼んだ。
スキナーは、行動強化のために強化理論を用いることをオペラント条件づけと呼び、その強化度を測定する尺度として最も適切なものは応答速度だとした。彼はオペラント条件づけの研究のために「オペラント条件づけ箱」を発明し、これはスキナー箱として知られている。さらに応答速度測定のため速度累積レコーダーを発明し、これらを用いて心理学者チャールズ・ファースターと共に様々な業績を残している。
またもともとは小説家志望であったことを反映してか、小説の執筆など作家活動も行っている。代表作は、ソローの「ウォールデン：森の生活」を下敷きに心理学的ユートピアを描いた「ウォールデン2」。

## 来歴
1904年、ペンシルベニア州サスケハナにて生まれる。家庭は「温かく安定した」環境であったという。4人家族で、父は弁護士、母は専業主婦、2歳下の弟がいた。幼少期から工作に熱中し、浮力を用いた熟した実と未熟な実を選別する装置や、逆方向にステアリングするカート、永久機関装置などを試作した。弟のエドワードは、スキナーが18歳の時、脳出血により16歳で死去している。
ハミルトン・カレッジで英文学を専攻。1926年に卒業後、作家を志すが、創作に行き詰まり「暗黒の年」と呼ぶ時期を過ごす。ニューヨーク市の書店で働く中で、イワン・パブロフやジョン・B・ワトソンの著書に触れ、行動主義心理学に強く惹かれた。
24歳でハーバード大学心理学科に入学。生理学部長ウィリアム・クロージャーの指導のもと、自作の装置（後に「スキナー箱」として知られる）を用いて、動物の行動を通して強化の随伴性を実験的に明らかにした。この研究成果は1938年に出版された最初の著書『生物の行動』にまとめられた。また、在学中に同級生であった心理学者フレッド・S・ケラーとは、生涯にわたる親交を築いた。
1936年、当時32歳だったスキナーはイヴォンヌ・ブルーと結婚し、ミネソタに移住。そこで初めての教職に就いた。1938年に長女が誕生。1943年、次女の誕生にあたり、安全で快適な保育装置（ベビーテンダー）を考案。だが、雑誌『レディース・ホーム・ジャーナル』で「Baby in a Box（箱の中の赤ん坊）」と題されたことで、スキナーが自分の娘をスキナー箱で育てたという根拠のない噂が広まり、晩年まで悩まされることとなった。この風評に対し、娘は明確に否定しており、スキナーは非常に献身的で愛情深い父親であったと語っている。
ミネソタ大学、インディアナ大学の教職を経て、1958年からハーバード大学心理学科 Edgar Pierce Professor を務めた。
1968年に、ジョンソン大統領よりアメリカ国家科学賞（生物科学部門）を授与されている。
1990年、白血病と診断されるも、死の8日前にはアメリカ心理学会（APA）で最後の講演を行った。その講演原稿を完成させた8月18日にマサチューセッツ州ケンブリッジのマウント・オーバーン病院にて死亡。享年86歳。

## 業績
ヒトを含む動物の行動をレスポンデントとオペラントに分類し、パブロフの条件反射をレスポンデント条件づけとして、またソーンダイクの試行錯誤学習をオペラント条件づけとして再定式化し、行動分析学を体系化した。彼の方法は帰納的で、徹底的行動主義の立場に立つ。外側から観察可能な行動に限らず，人間が行っているすべての行動を研究対象として、反応強化子随伴性、三項強化随伴性の枠組みから、オペラントと環境との関わりによって行動が形成・維持・抑制する過程を分析した。ワトソンの古典的行動主義や、ハル、トールマン、ガスリーらの新行動主義と共通しているような誤解を受けることが多いが、行動をこころの科学的な研究ができるまでの暫定的な研究対象と考える前者の立場とも、認知などの内的過程を推測して媒介変数を積極的に取り入れる後者とも大きく異なっている。また、認知や感情の存在を否定したと誤解されるが、こうした媒介変数を行動の原因とすることを否定しただけであり、随伴性の結果として生じる状態であると考えていた。
また、直線走路を用いて研究が行われていた時代に、レバーを押すと自動的に餌が出てくる仕掛けを施したネズミ（ラット）用の箱型実験装置スキナー箱（Skinner Box）や、反応の記録装置として累積記録器を考案。スキナー箱はその後、さまざまな実験動物用に改変され、薬理学や遺伝学の研究にも活用されている。
その後、理論化したオペラント条件づけの教育的応用としてのプログラム学習と、これを具現化したティーチング・マシンを開発。のちのコンピュータ支援教育（CAI）やCBT、WBTといった個別学習方式に少なからぬ影響を与え、更には言語ラボ（LL教室）による言語習得の導入へと繋がった。また米海軍と共同でプロジェクト鳩を行い、動物を機器の制御装置として用いる研究を行った。
現在、スキナーの業績に基づいた実践理論は応用行動分析（ABA）として発展し、会社組織での人材育成や学校での学習教育のほか、発達障害児の支援教育、カウンセリング場面(臨床行動分析と呼ばれることが多い)やイルカ・猛禽・犬などのペット動物の訓練技術として幅広く応用されている。

## 受賞
- 1968年 - アメリカ国立科学財団(NSF) - アメリカ国家科学賞
- 1985年 - ニューヨーク科学アカデミー フレジデント賞
- 1990年 - アメリカ心理学協会(APS) 功労賞
- 1990年 - アメリカ心理学会(APA) ウィリアム・ジェームズフェロー賞
- 2024年 - イグノーベル平和賞（没後受賞）[14]

## 著作
- The Behavior of Organisms: An Experimental Analysis, 1938. ISBN 1-58390-007-1, ISBN 0-87411-487-X.
- Walden Two, 1948. ISBN 0-87220-779-X (revised 1976 edition).
宇津木保、うつきただし訳『心理学的ユートピア』誠信書房、1969年
- Science and Human Behavior, 1953. ISBN 0-02-929040-6. A free copy of this book (in a 1.6 MB .pdf file) may be downloaded at the B. F. Skinner Foundation web site BFSkinner.org.
河合伊六ほか訳『科学と人間行動』二瓶社、2003年
- Schedules of Reinforcement, with C. B. Ferster, 1957. ISBN 0-13-792309-0.
- Verbal Behavior, 1957. ISBN 1-58390-021-7.
- The Analysis of Behavior: A Program for Self Instruction, with James G. Holland, 1961. ISBN 0-07-029565-4.
- The Technology of Teaching, 1968. New York: Appleton-Century-Crofts Library of Congress Card Number 68-12340 E 81290 ISBN 0-13-902163-9.
村井実、沼野一男監訳、慶応義塾大学学習科学研究センター訳『教授工学』東洋館出版社、1969年
- Contingencies of Reinforcement: A Theoretical Analysis, 1969. ISBN 0-390-81280-3.
玉城政光監訳『行動工学の基礎理論――伝統的心理学への批判』佑学社、1976年
- Beyond Freedom and Dignity, 1971. ISBN 0-394-42555-3.
波多野進、加藤秀俊訳『自由への挑戦―行動工学入門』番町書房、1972年
山形浩生訳『自由と尊厳を超えて』春風社、2013年
- About Behaviorism, 1974. ISBN 0-394-49201-3, ISBN 0-394-71618-3.
犬田充訳『行動工学とはなにか―スキナー心理学入門』佑学社、1975年
- Particulars of My Life: Part One of an Autobiography, 1976. ISBN 0-394-40071-2.
- Reflections on Behaviorism and Society, 1978. ISBN 0-13-770057-1.
- The Shaping of a Behaviorist: Part Two of an Autobiography, 1979. ISBN 0-394-50581-6.
- Notebooks, edited by Robert Epstein, 1980. ISBN 0-13-624106-9.
- Skinner for the Classroom, edited by R. Epstein, 1982. ISBN 0-87822-261-8.
- Enjoy Old Age: A Program of Self-Management, with M. E. Vaughan, 1983. ISBN 0-393-01805-9.
M.E.ヴォーン共著、本明寛訳『楽しく見事に年齢をとる法―いまから準備する自己充実プログラム』ダイヤモンド社、1984年
M.E.ヴォーン共著、大江聡子訳『初めて老人になるあなたへ――ハーバード流知的な老い方入門』成甲書房、2012年
- A Matter of Consequences: Part Three of an Autobiography, 1983. ISBN 0-394-53226-0, ISBN 0-8147-7845-3.
- Upon Further Reflection, 1987. ISBN 0-13-938986-5.
岩本隆茂、長野幸治、佐藤香監訳『人間と社会の省察―行動分析学の視点から』勁草書房、1996年
- Recent Issues in the Analysis of Behavior, 1989. ISBN 0-675-20674-X.
- Cumulative Record: A Selection of Papers, 1959, 1961, 1972 and 1999 as Cumulative Record: Definitive Edition. This book includes a reprint of Skinner's October 1945 Ladies' Home Journal article, "Baby in a Box", Skinner's original, personal account of the much-misrepresented "Baby in a box" device. ISBN 0-87411-969-3 (paperback)